# Eublemma melasema
Eublemma melasema är en fjärilsart som beskrevs av George Francis Hampson 1918. Eublemma melasema ingår i släktet Eublemma och familjen nattflyn. Inga underarter finns listade i Catalogue of Life.